# Donja Pištana
Donja Pištana is een plaats in de gemeente Orahovica in de Kroatische provincie Virovitica-Podravina. De plaats telt 277 inwoners (2001).